# Tour de Rijke 2008
Il Tour de Rijke 2008, ventesima edizione della corsa, valido come evento dell'UCI Europe Tour 2008 categoria 1.1, si svolse il 31 agosto 2008 su un percorso di 200 km. Fu vinto dall'olandese Steven de Jongh, che terminò la gara in 4h 21' 16" alla media di 48,93 km/h.
Dei 106 ciclisti alla partenza furono 100 a portare a termine la competizione.

## Ordine d'arrivo (Top 10)
| Pos. | Corridore            | Squadra        | Tempo    |
| ---- | -------------------- | -------------- | -------- |
| 1    | Steven de Jongh      | QuickStep      | 4h21'16" |
| 2    | Eric Baumann         | Sparkasse      | s.t.     |
| 3    | Kristijan Koren      | Perutnina Ptuj | s.t.     |
| 4    | Elio Rigotto         | Team Milram    | s.t.     |
| 5    | Stefan van Dijk      | Mitsubishi     | s.t.     |
| 6    | Jürgen Roelandts     | Silence        | s.t.     |
| 7    | Sebastian Forke      | 3C-Lamonta     | s.t.     |
| 8    | Jure Kocjan          | Perutnina Ptuj | s.t.     |
| 9    | Jonas Aaen Jørgensen | GLS-Pakke      | s.t.     |
| 10   | Matthias Friedemann  | 3C-Lamonta     | s.t.     |